# Теодорос Врізакіс

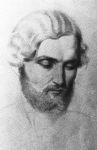
Теодорос Врізакіс, малюнок роботи Людвига Тірша

Теодорос Врізакіс (грец. Θεόδωρος Βρυζάκης, 19 жовтня 1814, Фіви — 6 грудня 1878, Мюнхен) — грецький художник, представник Мюнхенської школи.

## Біографія
Ранні роки Теодороса Врізакіса припали на добу національно-визвольної війни, яка призвела зрештою до звільнення від османського панування та заснування сучасної грецької держави. Його батько Петрос Врізакіс у травні 1821 року був повішений османами. 1832 року, у віці 18 років, Теодорос емігрував у Мюнхен, Баварія, де жив до самої смерті.
У Мюнхені він почав малювати, зображуючи майже виключно події Грецької революції 1821—1829 років. 1844 року прийнятий у Мюнхенську Академію, у тому самому році та 1855 року здобув стипендію грецької громади в Мюнхені. Серед його вчителів та друзів було багато філеллінів: Карл Вільгельм фон Хайдеггер, Пітер фон Гесс, Генріх фон Майєр і деякі інші. За десятиріччя 1845—1855 років кілька разів відвідав Європу, а в період 1848—1850 років жив у Греції.
1855 року Теодорос Врізакіс взяв участь у Міжнародній виставці в Парижі з роботою «Вилазка в Мессолонгіон» (грец. Η Έξοδος του Μεσολογγίου). Це полотно сам Врізакіс скопіював принаймні двічі. Дві картини були знищені під час пожежі у Мессолонгіоні 1929 року. Третій прототип зберігається в Національній галереї Греції.
Три роки поспіль, 1861—1863, Теодорос Врізакіс працював над розписом грецької церкви Благовіщення в Манчестері, Англія. 1867 року він взяв участь у виставці Дель Веккіо в Лейпцигу з картинами «Вилазка в Мессолонгіон» («Η Έξοδος του Μεσολογγίου»), «Гіоргакіс Олімпієць» (Γιωργάκης Ολύμπιος), «Лорд Байрон у Мессолонгіоні» (Ο Λόρδος Βύρωνας στο Μεσολόγγι) і «Присяга Святої Лаври» (Ο Όρκος της Αγίας).
Він помер у Мюнхені в 1878 році, похований на Старому південному кладовищі. У своєму заповіті передав усю спадщину Афінському університету. Окрім Національної галереї роботи художника зберігають Музей Бенакі та Грецький парламент.

## Галерея робіт

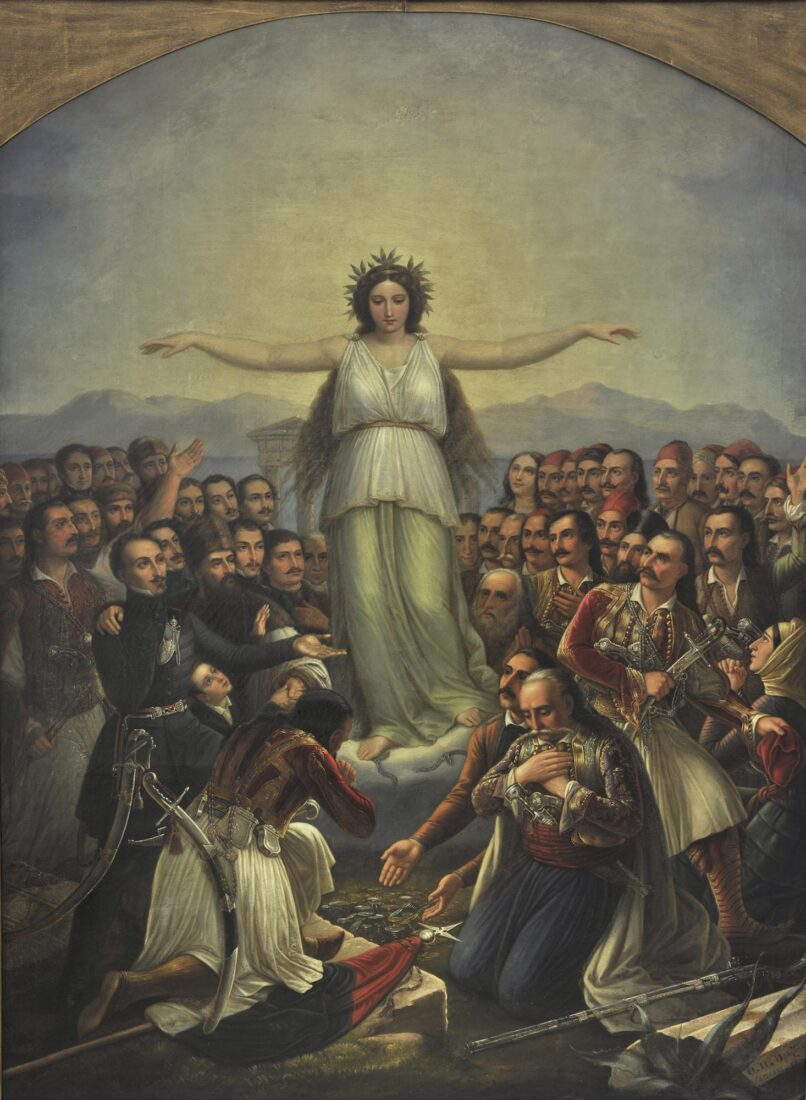
«Вдячні греки»
«Лорд Байрон в Мессолонгіоні»
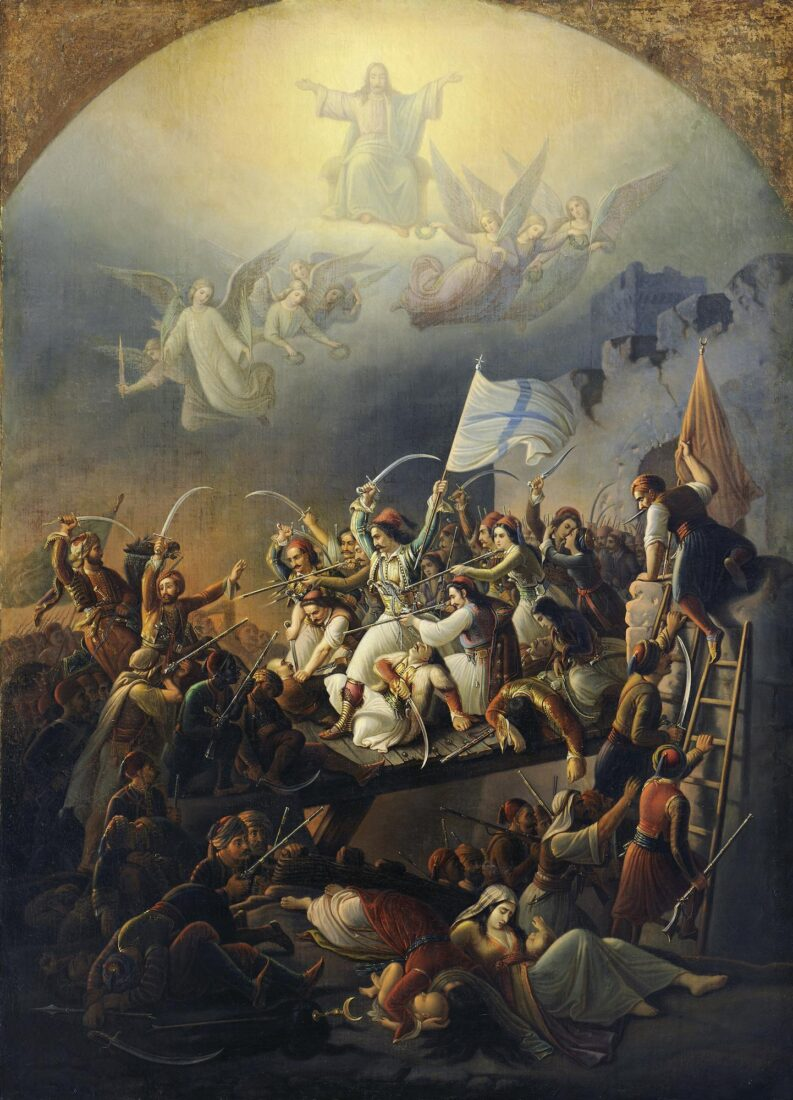
«Вилазка в Мессолонгіон»
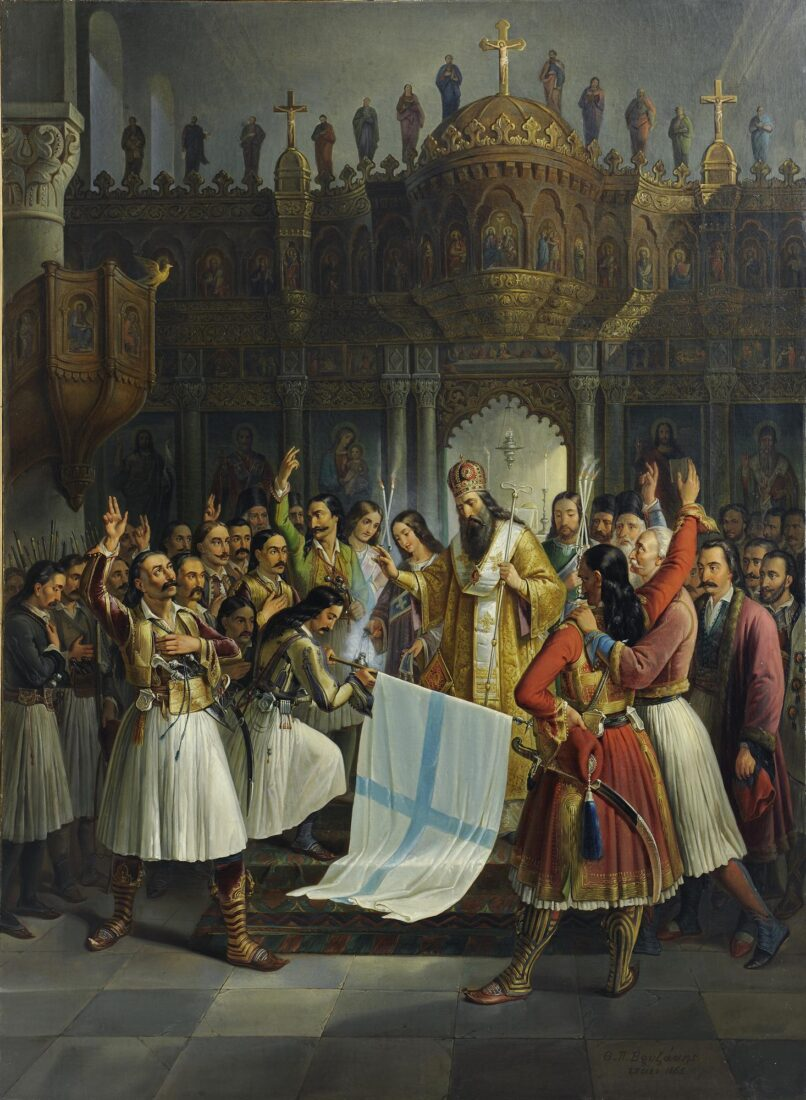
«Присяга Святої Лаври»